# Вахасту (Куусалу)
Ва́хасту (эст. Vahastu) — деревня на севере Эстонии в волости Куусалу, уезд Харьюмаа. 

## География и описание
Деревня Вахасту расположена на востоке волости Куусалу, в 39 км от Таллина, недалеко от побережья Балтийского моря, на границе с Ляэне-Вирумаа и национальным парком Лахемаа. Высота над уровнем моря — 39 метров.
Вахасту находится на Автодороге 1, главной дороге из Таллина в Нарву.
Климат умеренный. Официальный язык — эстонский. Почтовый индекс — 74620. Официальный язык эстонский.

## Население
По данным переписи населения 2021 года, в Вахасту проживал 51 человек, из них 46 (90,2 %) — эстонцы.
Численность населения деревни Вахасту по данным переписей населения:
| Год  | 1959 | 1970 | 2000 | 2011 | 2021 |
| ---- | ---- | ---- | ---- | ---- | ---- |
| Чел. | 49   | ↘ 30 | ↘ 23 | ↗ 46 | ↗ 51 |

## История
В XIII веке деревня принадлежала цистерианцам монастыря Guthvalia. После первого упоминания деревни до XVII века её название в источниках не встречается. К 1637 году в Вахасту были переведены крестьяне деревни Куллава (эст. Kullava). После этого упоминание деревни в источниках снова исчезает на период 1750—1782 годов. В атласе Меллина 1798 года Вахасту — это только корчма (позже — корчма Мяннику, эст. Männiku kõrts). В начале XX века упоминаются такие русские названия населённого пункта, как деревня Вахасто и село Вагасто.
В 1977—1997 годах Вахасту была частью деревни Лийапекси.